# Сент Антони (округ Стернс, Минесота)
Сент Антони (енгл. St. Anthony, Stearns County) град је у америчкој савезној држави Минесота.

## Демографија
По попису из 2010. године број становника је 86, што је 4 (-4,4%) становника мање него 2000. године.
| Група             | 2000.      | 2010.      |
| Белци             | 89 (98,9%) | 85 (98,8%) |
| Афроамериканци    | 0 (0,0%)   | 0 (0,0%)   |
| Азијати           | 1 (1,1%)   | 0 (0,0%)   |
| Хиспаноамериканци | 0 (0,0%)   | 1 (1,2%)   |
| Укупно            | 90         | 86         |